# Nepalomyia dytei
Nepalomyia dytei är en tvåvingeart som beskrevs av Jennifer L. Hollis 1964. Nepalomyia dytei ingår i släktet Nepalomyia och familjen styltflugor.
Artens utbredningsområde är Nepal. Inga underarter finns listade i Catalogue of Life.